# Pteromalus ortalus
Pteromalus ortalus är en stekelart som beskrevs av Walker 1839. Pteromalus ortalus ingår i släktet Pteromalus och familjen puppglanssteklar. Inga underarter finns listade i Catalogue of Life.